# Ejercicios de tonificación
Se entiende por ejercicios de tonificación a aquellos ejercicios en los que el individuo busca únicamente una apariencia más 'definida', evitando grandes ganancias musculares. Se trata de un término polémico, pues la investigación y el conocimiento anatómico básico implica que la noción de ejercicios específicos para mejorar el 'tono' es infundada. Los ejercicios pueden ayudar a la pérdida de grasa o estimular la hipertrofia muscular, pero no pueden mejorar la tonificación de otra manera. El tamaño del músculo se puede cambiar, al igual que la cantidad de grasa que lo recubre, pero no su "forma". Un músculo no puede ser "alargado" o "acortado" porque ni la inserción del músculo en la articulación, ni la longitud de los tendones que unen el músculo al hueso se puede cambiar. Tener una apariencia tonificada es un falso objetivo común en el fitness.

## Ejercicio
Los ejercicios que se utilizan popularmente para mejorar la tonificación son principalmente ejercicios de levantamiento de peso realizados con altas repeticiones y baja resistencia (bajo peso), con breves períodos de descanso.
Sin embargo, esta sabiduría convencional es criticada como de mala calidad e ineficiente. Lo que se propugna es una rutina de ejercicios que implica:
- Entrenamiento de fuerza: Para estimular la degradación muscular y la reparación (aumentar la masa muscular aumentará el metabolismo, al tener el músculo en volumen[1]).
- Ejercicio cardiovascular (en particular en el entrenamiento de intervalos): Para quemar calorías.
- Nutrición óptima: Para manipular la ingesta de calorías y proporcionar una nutrición suficiente para el crecimiento muscular. El requisito principal para buscar la tonificación es la obtención de baja grasa corporal, ya que la grasa proporciona un aspecto "blando".[1]